# Anthony Mackie
Anthony Mackie (født 23. september 1979 i New Orleans, Louisiana, USA) er en amerikansk skuespiller.
Han er bedst kendt for rollen som Sergeant JT Sanborn i filmen The Hurt Locker som vandt en Oscar for bedste film i 2010. I 2002 medvirkede han som antagonisten Papa Doc i Eminems debutfilm 8 Mile. Han har også medvirket i en række andre kendte film, som Million Dollar Baby (2004), Half Nelson (2006), We Are Marshall (2006), Eagle Eye (2008), The Adjustment Bureau (2011), Real Steel (2011), What's Your Number? (2011), Abraham Lincoln: Vampire Hunter (2012). Han spillede Marvelfiguren Sam Wilson/Falcon i filmene Ant-Man, Captain America: The Winter Soldier, Avengers: Age of Ultron, Captain America: Civil War, Avengers: Infinity War og Avengers: Endgame
Og nu i serien The Falcon and The Winter Soldier

## Udvalgt filmografi

### Film
| År   | Titel                                  | Rolle                       |
| ---- | -------------------------------------- | --------------------------- |
| 2002 | 8 Mile                                 | Papa Doc / Clarence         |
| 2003 | Crossing                               | Cass                        |
| 2003 | Hollywood Homicide                     | Killer "Joker"              |
| 2004 | Brother to Brother                     | Perry                       |
| 2004 | The Manchurian Candidate               | PFC Robert Baker            |
| 2004 | She Hate Me                            | John Henry "Jack" Armstrong |
| 2004 | Haven                                  | Hammer                      |
| 2004 | Million Dollar Baby                    | Shawrelle Berry             |
| 2005 | The Man                                | Booty                       |
| 2006 | Freedomland                            | Billy Williams              |
| 2006 | Half Nelson                            | Frank                       |
| 2006 | Heavens Fall                           | William Lee                 |
| 2006 | We Are Marshall                        | Nate Ruffin                 |
| 2006 | Crossover                              | Tech                        |
| 2008 | Eagle Eye                              | Major William Bowman        |
| 2009 | The Hurt Locker                        | Sergeant J. T. Sanborn      |
| 2009 | American Violet                        | Eddie Porter                |
| 2009 | Notorious                              | Tupac Shakur                |
| 2009 | Desert Flower                          | Harold Jackson              |
| 2010 | Night Catches Us                       | Marcus Washington           |
| 2011 | The Adjustment Bureau                  | Harry Mitchell              |
| 2011 | 10 Years                               | Andre Irine                 |
| 2011 | What's Your Number?                    | Tom Piper                   |
| 2011 | Real Steel                             | Finn                        |
| 2012 | Med livet som indsats                  | Mike Ackerman               |
| 2012 | Abraham Lincoln: Vampire Hunter        | Will Johnson                |
| 2013 | Gangster Squad                         | Coleman Harris              |
| 2013 | Repentance                             | Tommy Carter                |
| 2013 | Pain & Gain                            | Adrian Doorbal              |
| 2013 | The Fifth Estate                       | Sam Coulson                 |
| 2013 | Runner Runner                          | Agent Eric Shavers          |
| 2013 | The Inevitable Defeat of Mister & Pete | Kris                        |
| 2014 | Captain America: The Winter Soldier    | Sam Wilson / Falcon         |
| 2014 | Black or White                         | Jeremiah Jeffers            |
| 2014 | Shelter                                | Tahir                       |
| 2014 | Playing It Cool                        | Bryan                       |
| 2015 | Our Brand Is Crisis                    | Ben                         |
| 2015 | Love the Coopers                       | Officer Percy Williams      |
| 2015 | The Night Before                       | Chris Roberts               |
| 2015 | Avengers: Age of Ultron                | Sam Wilson / Falcon         |
| 2015 | Ant-Man                                | Sam Wilson / Falcon         |
| 2016 | Captain America: Civil War             | Sam Wilson / Falcon         |
| 2016 | Triple 9                               | Marcus Belmont              |
| 2017 | Detroit                                | Karl Greene                 |
| 2018 | The Hate U Give                        | King                        |
| 2018 | Avengers: Infinity War                 | Sam Wilson / Falcon         |
| 2019 | Avengers: Endgame                      | Sam Wilson / Falcon         |
| 2019 | Io                                     | Micah                       |
| 2019 | Miss Bala                              | Jimmy                       |
| 2019 | Point Blank                            | Paul Booker                 |
| 2019 | Synchronic                             | Steve Denube                |
| 2019 | Seberg                                 | Hakim Jamal                 |
| 2020 | The Banker                             | Bernard Garrett             |
| 2021 | Outside the Wire                       | Captain Leo                 |

### Tv-serier
| År   | Titel                             | Rolle                                 | Note(r)                              |
| ---- | --------------------------------- | ------------------------------------- | ------------------------------------ |
| 2003 | Law & Order: Criminal Intent      | Carl Hines                            | Afsnittet: "Pravda"                  |
| 2004 | Sucker Free City                  | K-Luv (Keith)                         | Tv-film                              |
| 2010 | 30 for 30                         | Fortæller                             | Afsnittet: "The Best That Never Was" |
| 2016 | All the Way                       | Martin Luther King Jr.                | Tv-film                              |
| 2018 | Animals                           | Receipt (stemme)                      | 2 afsnit                             |
| 2019 | Black Mirror                      | Danny Parker                          | Afsnittet: "Striking Vipers"         |
| 2020 | Altered Carbon                    | Takeshi Kovacs                        | 8 afsnit                             |
| 2021 | The Falcon and the Winter Soldier | Sam Wilson / Falcon / Captain America |                                      |